# Рощино (Каргапольський район)
Ро́щино (рос. Рощино) — присілок у складі Каргапольського району Курганської області, Росія. Входить до складу Чашинської сільської ради.
Населення — 35 осіб (2010, 42 у 2002).
Національний склад населення станом на 2002 рік: росіяни — 91 %.